# Смужка (філателія)
Смужка, або іноді смуга, — у філателії горизонтальний або вертикальний ряд з кількох (більше трьох) невідокремлених, сусідніх поштових марок, при цьому кожна марка може бути відокремлена та використана в поштовому обігу окремо.

## Опис
Смужка складається з більш ніж трьох марок, оскільки дві невідокремлені марки називаються парою, а три — триптихом. Марки, з'єднані над один, а кілька рядів, називають блоком з маркового аркуша.
Чотири невідокремлені марки називаються чотириразовою смужкою, а 11 невідділених марок — одинадцятковою смужкою.
Іноді смужку може становити повна серія.

## Деякі види смужок
- Верхня смужка. Так називають верхній ряд невідокремлених один від одного марок з полем марочного аркуша, на якому іноді є цифрові позначення, що полегшують підрахунок марок, назву серії та інші написи. Наприклад, на марочних аркушах Швейцарії написи можуть бути розміщені проти кожної марки.

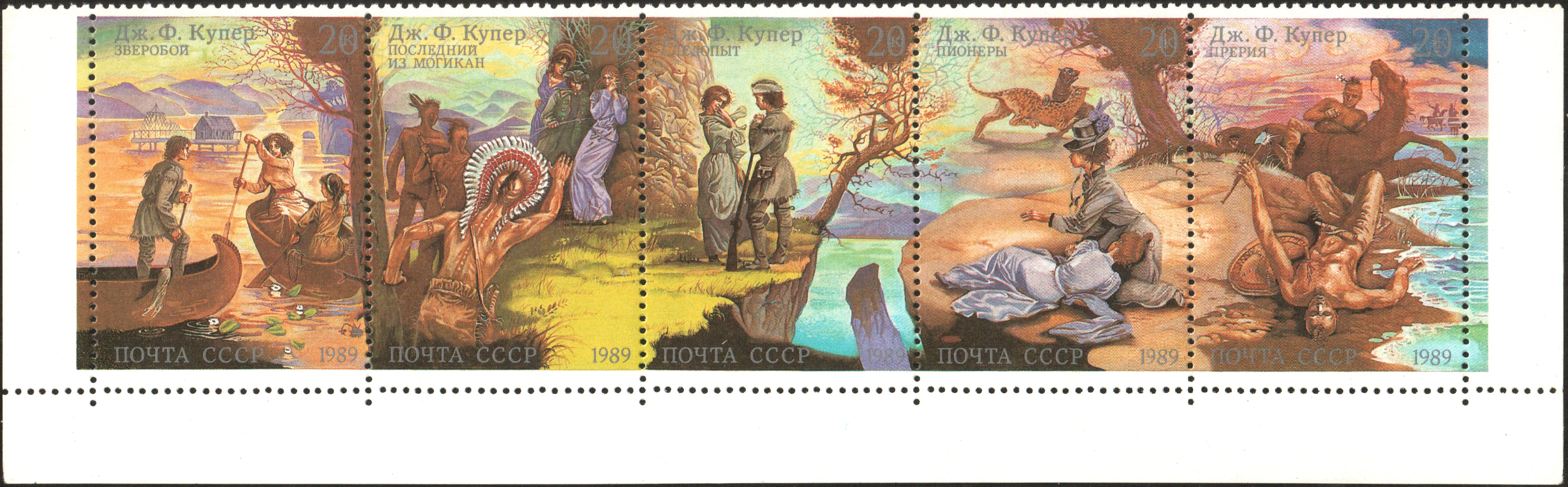
Смужка з п'яти поштових марок, присвячених творчості Дж. Ф. Купера (СРСР, 1989)

- Рулонна маркова смужка.
- Одинадцяткова смужка[1].